# Valshamr

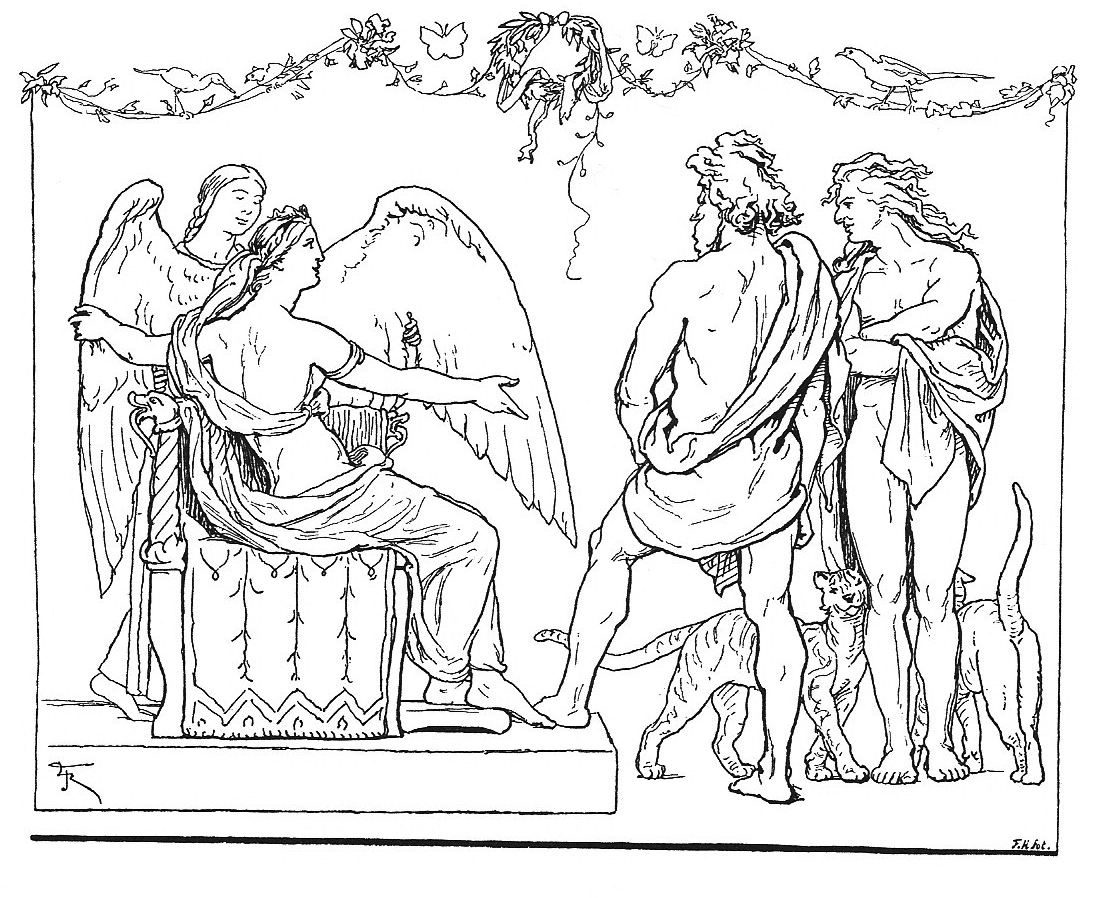
Freyja présente le Valshamr à Thor et Loki. Illustration de Lorenz Frølich pour la Thrymskvida dans Den ældre Eddas Gudesange, publié par Karl Gjellerup en 1895.

Valshamr est, dans la mythologie nordique, un manteau en plumes de faucon appartenant à la déesse Freyja et parfois de la déesse Frigg. Ce manteau permettait de se transformer en faucon et de traverser ainsi les neuf mondes. Il est mentionné dans la Thrymskvida, un poème de l'Edda poétique, lorsque Loki alla le demander à Freyja pour se rendre à Jötunheim à la recherche du marteau de Thor. 
Seules ces deux déesses possédaient un tel manteau ; et si Loki pouvait s'en revêtir, il était la seule créature masculine à pouvoir le faire, grâce à sa nature ambigüe. Mais une fois revêtu du Valshamr, Loki ressemblait à s'y méprendre à un véritable faucon, au point que seul l'éclat malicieux de ses yeux permettait de se rendre compte de son identité.